# Єршовка (Казахстан)
Єршо́вка (каз. Ершов) — село у складі Узункольського району Костанайської області Казахстану. Адміністративний центр Єршовського сільського округу.
Населення — 779 осіб (2021; 1363 у 2009, 1399 у 1999, 2034 у 1989).